# Hylenaea comosa
Hylenaea comosa là một loài thực vật có hoa trong họ Dây gối. Loài này được (Sw.) Miers mô tả khoa học đầu tiên năm 1872.